# Duplicazioni segmentali
Le duplicazioni segmentali (note anche come dupliconi o LCR Low Copy Repeats) sono blocchi di poche sequenze ripetute con omologia reciproca molto alta (94-99%) grandi 10-300kb. Esse rappresentano circa il 6% del genoma umano e sono intersperse in tutto il genoma ma maggiormente concentrate nelle regioni pericentromeriche e subtelomeriche, possono contenere inoltre anche geni e pseudogeni.
Spesso sono duplicati nell'ambito di una stessa regione cromosomica a distanza reciproca di poche megabasi e tramite il meccanismo della ricombinazione omologa non allelica possono causare delezioni e duplicazioni, ma anche inversioni, traslocazioni e cromosomi marcatori.
Alcune delle sindromi associate a disordini genomici sono:
- Sindrome da microdelezione 22q11.2 o Di George (quando associata ad aplasia timica);
- Sindrome di Williams-Beuren;
- Sindrome di Smith-Magenis;
- inv/dup 22 o sindrome degli occhi di gatto.